# Orainville
Orainville è un comune francese di 496 abitanti situato nel dipartimento dell'Aisne della regione dell'Alta Francia.

## Storia

### Simboli
Le stelle rappresentano le famiglie Lévesque de Champeaux e Le Vergeur, che furono signori del paese.
Le merle rappresentano la famiglia Gigault di Orainviles, di antica nobiltà.
Il drago è l'attributo di san Vittore, patrono della parrocchia.

### Onorificenze
Croix de guerre 1914-1918

## Società

### Evoluzione demografica
Abitanti censiti